# Kizil-Bare-Goli
Kizil-Bare-Goli (perz. قزل بره گلی) je jezero u Ardabilskoj pokrajini na sjeverozapadu Irana, oko 20 km sjeverozapadno od Sareina odnosno 35 km zapadno od Ardabila. Smješteno je na istočnim obroncima Sabalana na nadmorskoj visini od 3514 m i jedno je od osam prirodnih jezera na vulkanskoj planini, dok ostala uključuju Atgoli, ardabilski Kara-Gol, sarapski Kara-Gol, Kizil-Gol, Kuri-Gol, Sari-Gol i kratersko Sabalansko jezero. Kizil-Bare-Goli ima površinu od 4,0 ha, dubinu do 8,0 m i zapremninu od 160 tisuća m³. Elipsastog je oblika i proteže se duljinom od 300 m u smjeru istok−zapad odnosno širinom od 180 m. Jezero se vodom opskrbljuje prvenstveno pomoću planinskih pritoka sa Sabalana na zapadu i sjeveru odnosno Kuh-e Kizil-Bare na istoku i jugu, a najveći vodostaj mu je tijekom proljeća kada nastupa otapanje snijega. U hidrogeološkom smislu jezero je povezano s pritokom Baleklu-Čaja koji pripada kaspijskom slijevu. Najbliže naselje koje gravitira jezeru je Sain, selo udaljeno 13 km prema zapadu.

## Poveznice
- Zemljopis Irana
- Popis iranskih jezera